# جديدة عرطوز
جدَيدة عرطوز بلدة سورية تقع في منطقة قطنا في محافظة ريف دمشق على بعد 17 كم غرب دمشق. تحدها شمالاً معضمية الشام وجنوباً بلدة عرطوز وتجاورها مدينة داريا من الشرق والفضل من الغرب. يوجد للبلدة مدخلان رئيسان على الطريق الواصل بين دمشق وقطنا والقنيطرة؛ يقابل المدخل الأول بلدة جديدَة الفضل بينما يطل المدخل الثاني على مركز تجاري كبير يعرف بسنتر قمرين. تضم البلدة مجموعة مختلطة من السكان؛ مسيحيون ودروز ومسلمون سنّة.و اقليات من الشيعة الجعفرية و العلويةو كانت تضم سابقاً عدد كبير من العراقيين يتركّز المسيحيون والدروز في المنطقة الجنوبية لجديدة عرطوز البلد، بينما تعيش غالبية المسلمين السُنّة في منطقة جدَيدة الوادي الشمالية.

## الخدمات
البلدة حديثة تتطور وتتسع باستمرار. تتوفر في جديدة عرطوز الخدمات الرئيسية مثل الخدمات الاجتماعية والصحية والثقافية وتوجد مراكز خدمة مختلفة. فيها مستشفى ومستوصف ومركز بلدية وساحات عامة وحدائق منظمة وسوق تجارية مميزة ومخبز آلي حديث. في مجال التعليم تتوفر مدارس لكافة المراحل الدراسية وقد ساهمت مدارسها في تخريج عقول كبيرة بمستويات عالية على جميع الصعد. يوجد في البلدة عدة كنائس هامة مِنها كنيسة القديس جاورجيوس للروم الاورذودكس في البلدة القديمة وكنيسة القديس جاورجيوس للروم الكاثوليك بشارع الكنيسة والكنيسة الأنجيلية بالسكن الأول بالقرب من حديقة الباسل. بالقرب من البلدة وعلى بعد 3 كم يوجد دير رؤيا القديس بولس الذي أنشيء في المكان الذي يؤمن المسيحيون أن السيد المسيح ظهر فيه للقديس بولس أثناء توجهه إلى دمشق. بني الدير في الخمسينات على أنقاض الدير الأثري. توجد ستة مساجد متوزعة في أنحاء البلدة وهي على الترتيب من الأقدم إلى الأحدث: المسجد العمري في البلدة القديمة، ومسجد عمر في شارع الجلاء، ومسجد أبي ذر خلف مبنى البلدية، ومسجد الرجاء على اتستراد القنيطرة، ومسجد خديجة في نهاية شارع الكورنيش و مسجد الرحمن في بداية شارع الكونيش . 

## السياحة والترفيه
جديدة عرطوز بلدة جميلة تتميز بطابعها الريفي المتمدن فيها الكثير من أماكن الترفيه وفيها شارع تجاري كبير (شارع البلدية) بالإضافة لبعض المطاعم والمقاهي وتقام أنشطة مختلفة على مدار العام. ويوجد عدد من البنوك والمصارف، ويميز كذلك مجمع تجاري كبير يسمى قمرين سنتر أو (مول قمرين)، بالإضافة إلى المركز الثقافي الذي يقدم عروضاً مسرحية وحفلات باستمرار. كما تمتاز البلدة بوجود مختارين، مختار للمسيحيين ومختار للمسلمين.
تشتهر أيضا بأغنيتها جديدة يا دار السلام فيكي مربا الاسودة

## موجز تاريخي
كانت البلدة عبارة عن أراضي إقطاعية منذ زمن المماليك واستمرت على هذا النحو حتى وقت قريب نسبياً ويذكر أحد أهالي البلدة أن من أواخر الاقطاعيين المشهورين ( الآغا - وآل آقبيق وغيرهم ) وتتمتع البلدة بميزة فريدة حيث يقطنها المسلمون والمسيحيون والدروز بتعايش ومودة. وقد نشأت القرية حسب التقديرات في بداية القرن التاسع عشر وبسبب مرور نهرين خلالها الأول يدعى نهر الديراني والثاني نهر المعضماني ازدهر النشاط الزراعي في البلدة واستقر فيها العديد من العائلات وظلت محافظة على طابعها الزراعي الذي كان المردود الرئيسي للأهالي حتى منتصف القرن العشرين حيث بدء جيل من المثقفين والمتعلمين بالظهور وبدء يشتغل بالتجارة والوظائف الحكومية كانوا فاعلين في مختلف الاحزاب والحركة السياسية آنذاك ولم يشتغل بالزراعة كثيراً مما أدى إلى تراجع النشاط الزراعي على حساب الوظائف والاعمال التجارية وقد ساعد في ذلك ايضاً قربها من العاصمة دمشق الذي ادى بدوره في منتصف الثمانينات الي بدءت حركة عمرانية نشطة واصبحت وجهة للكثير من خارج البلدة للسكن مما أدّى إلى توسعها بسرعة كبيرة وازدياد عدد ساكنيها خصوصًا البلدات المجاورة لها، لقربها من العاصمة، وقد تغير شكل الحياة فيها خلال 15 - 20 سنة الأخيرة من حياة قروية إلى حياة مدنية، ويقدر عدد سكانها حاليًا ما بين 40 - 50 ألف نسمة.

## المناخ
| البيانات المناخية لـجديدة عرطوز       | البيانات المناخية لـجديدة عرطوز | البيانات المناخية لـجديدة عرطوز | البيانات المناخية لـجديدة عرطوز | البيانات المناخية لـجديدة عرطوز | البيانات المناخية لـجديدة عرطوز | البيانات المناخية لـجديدة عرطوز | البيانات المناخية لـجديدة عرطوز | البيانات المناخية لـجديدة عرطوز | البيانات المناخية لـجديدة عرطوز | البيانات المناخية لـجديدة عرطوز | البيانات المناخية لـجديدة عرطوز | البيانات المناخية لـجديدة عرطوز | البيانات المناخية لـجديدة عرطوز |
| الشهر                                 | يناير                           | فبراير                          | مارس                            | أبريل                           | مايو                            | يونيو                           | يوليو                           | أغسطس                           | سبتمبر                          | أكتوبر                          | نوفمبر                          | ديسمبر                          | المعدل السنوي                   |
| ------------------------------------- | ------------------------------- | ------------------------------- | ------------------------------- | ------------------------------- | ------------------------------- | ------------------------------- | ------------------------------- | ------------------------------- | ------------------------------- | ------------------------------- | ------------------------------- | ------------------------------- | ------------------------------- |
| متوسط درجة الحرارة الكبرى °م (°ف)     | 11.8 (53.2)                     | 13.6 (56.5)                     | 17.2 (63.0)                     | 22.2 (72.0)                     | 27.9 (82.2)                     | 32.6 (90.7)                     | 34.6 (94.3)                     | 35 (95)                         | 31.4 (88.5)                     | 26.7 (80.1)                     | 19.7 (67.5)                     | 14.1 (57.4)                     | 23.9 (75.0)                     |
| متوسط درجة الحرارة الصغرى °م (°ف)     | 2.3 (36.1)                      | 3 (37)                          | 5.2 (41.4)                      | 8.4 (47.1)                      | 12.1 (53.8)                     | 15.3 (59.5)                     | 16.8 (62.2)                     | 17.1 (62.8)                     | 14.6 (58.3)                     | 11.6 (52.9)                     | 7.3 (45.1)                      | 4.1 (39.4)                      | 9.8 (49.6)                      |
| الهطول مم (إنش)                       | 56 (2.2)                        | 44 (1.7)                        | 29 (1.1)                        | 14 (0.6)                        | 9 (0.4)                         | 0 (0)                           | 0 (0)                           | 0 (0)                           | 0 (0)                           | 9 (0.4)                         | 30 (1.2)                        | 50 (2.0)                        | 242 (9.5)                       |
| المصدر: Climate-Data.org,Climate data |                                 |                                 |                                 |                                 |                                 |                                 |                                 |                                 |                                 |                                 |                                 |                                 |                                 |